# 臺灣山柳
（學名：Salix taiwanalpina）为杨柳科柳属下的一个种，臺灣特有種。